# Gran Premio del Bahrein 2013
Il Gran Premio del Bahrein 2013 è stata la quarta prova della stagione 2013 del campionato mondiale di Formula 1. Si è disputata domenica 21 aprile 2013 sul circuito di Manama. La gara è stata vinta dal tedesco Sebastian Vettel su Red Bull Racing-Renault, al suo ventottesimo successo nel mondiale. Vettel ha preceduto sul traguardo il finlandese Kimi Räikkönen ed il francese Romain Grosjean, entrambi su Lotus-Renault.

## Vigilia

### Proteste in Bahrein
Anche prima dell'edizione 2013 del Gran Premio si sono verificati degli scontri tra manifestanti e polizia. La situazione politica del Paese aveva fatto cancellare l'edizione del 2011 e messo in forte dubbio quella del 2012. Bernie Ecclestone ha assicurato che la situazione è tranquilla, per quanto riguarda la disputa della gara. La FOM aveva comunque contattato gli organizzatori del circuito di Losail, sede del Gran Premio motociclistico del Qatar, quale possibile alternativa al tracciato del Bahrein, qualora la situazione dell'ordine pubblico fosse stata critica.
Gli organizzatori del circuito hanno comunque lanciato la proposta di fare tornare il Gran Premio prima gara stagionale, come già avvenuto tra il 2006 e il 2010.

### Aspetti tecnici
La Pirelli, fornitore unico degli pneumatici, aveva annunciato per questo Gran Premio coperture di tipo duro e morbido. Successivamente la mescola morbida è stata sostituita dalla media. A seguito delle polemiche sorte attorno alle mescole fornite nelle prime gare dalla casa italiana, questa ha comunque deciso di non effettuare nessuna modifica alla composizione delle stesse, almeno per le prime quattro gare del campionato.
La FIA indica due zone per l'attivazione del DRS: oltre al rettifilo principale (con detection point alla curva 14), da questa edizione il dispositivo potrà essere azionato anche sul rettilineo opposto. Il punto di determinazione del distacco fra piloti è posto alla curva 9. I commissari hanno vietato alla Red Bull Racing di dotare di feritoie i cestelli in carbonio che coprono l'impianto frenante sulla RB9. Queste feritoie hanno una dimensione variabile assicurando un maggiore raffreddamento all'impianto frenante e una maggiore portata d'aria.
La Lotus fornisce a Romain Grosjean un nuovo telaio.

### Aspetti sportivi
Mark Webber, della Red Bull Racing, verrà penalizzato di tre posizioni in griglia per il Gran Premio per l'incidente con Jean-Éric Vergne nel GP di Cina. Esteban Gutiérrez, della Sauber, verrà penalizzato di 5 posizioni in griglia per il Gran Premio in seguito al tamponamento di Adrian Sutil, nelle prime fasi della gara della Cina.
La Caterham aveva annunciato che il pilota di riserva Alexander Rossi avrebbe preso parte alla prima sessione del venerdì al posto di uno dei piloti titolari. Successivamente la scuderia malese ha annunciato Heikki Kovalainen quale pilota delle prove del venerdì mattina, al posto di Giedo van der Garde. Il finlandese, già pilota titolare per la scuderia tra il 2010 e il 2012, sostituisce per il futuro, quale pilota di riserva, Ma Qinghua. Nella prima sessione il pilota venezuelano Rodolfo González ha preso il posto di Jules Bianchi alla Marussia.
Mika Salo è indicato come commissario aggiunto per il Gran Premio. Aveva già svolto questa funzione nel corso del Gran Premio d'Europa 2012.

## Prove

### Resoconto
La Ferrari domina la prima sessione del venerdì, portando al primo posto Felipe Massa, seguito da Fernando Alonso. La pista si presenta poco gommata, tanto che sono diverse le escursioni di pista effettuate dai piloti. Le vetture hanno utilizzato quasi esclusivamente le gomme di mescola dura.
Nella seconda sessione del venerdì le scuderie iniziano a testare anche le gomme di mescola media. Il più rapido è Kimi Räikkönen della Lotus, che precede le due Red Bull Racing. I tempi sono comunque molto vicini, tanto che i primi dieci piloti sono compresi in meno di un secondo.
Al sabato il più veloce è Fernando Alonso della Ferrari; lo spagnolo ha ottenuto il tempo con le gomme medie. Al secondo posto si è portato Sebastian Vettel, che ha utilizzato le gomme dure. Vettel, nel tentativo con gomme medie, è stato penalizzato dall'aver trovato una vettura più lenta nel giro veloce. I migliori diciassette piloti sono compresi in un secondo e mezzo. Al termine della sessione è stata riscontrata la rottura della sospensione posteriore sinistra sulla Mercedes di Lewis Hamilton. A seguito di questa rottura è stata sostituita la trasmissione: Lewis Hamilton è così penalizzato di 5 posizioni sulla griglia di partenza.

### Risultati
Nella prima sessione del venerdì si è avuta questa situazione:
| Pos | Nº | Pilota          | Costruttore | Tempo    | Gap    | Giri |
| --- | -- | --------------- | ----------- | -------- | ------ | ---- |
| 1   | 4  | Felipe Massa    | Ferrari     | 1'34"487 |        | 11   |
| 2   | 3  | Fernando Alonso | Ferrari     | 1'34"564 | +0"077 | 19   |
| 3   | 9  | Nico Rosberg    | Mercedes    | 1'34"621 | +0"134 | 22   |

Nella seconda sessione del venerdì si è avuta questa situazione:
| Pos | Nº | Pilota           | Costruttore             | Tempo    | Gap    | Giri |
| --- | -- | ---------------- | ----------------------- | -------- | ------ | ---- |
| 1   | 7  | Kimi Räikkönen   | Lotus-Renault           | 1'34"154 |        | 31   |
| 2   | 2  | Mark Webber      | Red Bull Racing-Renault | 1'34"184 | +0"030 | 26   |
| 3   | 1  | Sebastian Vettel | Red Bull Racing-Renault | 1'34"282 | +0"128 | 29   |

Nella sessione del sabato mattina si è avuta questa situazione:
| Pos | Nº | Pilota           | Costruttore             | Tempo    | Gap    | Giri |
| --- | -- | ---------------- | ----------------------- | -------- | ------ | ---- |
| 1   | 3  | Fernando Alonso  | Ferrari                 | 1'33"247 |        | 12   |
| 2   | 1  | Sebastian Vettel | Red Bull Racing-Renault | 1'33"348 | +0"101 | 15   |
| 3   | 2  | Mark Webber      | Red Bull Racing-Renault | 1'33"380 | +0"133 | 19   |

## Qualifiche

### Resoconto
Nella prima fase il più veloce è Fernando Alonso, che precede Sebastian Vettel. Valtteri Bottas è l'ultimo dei qualificati, avendo ottenuto prima del suo compagno di scuderia Pastor Maldonado, un tempo uguale al millesimo. Oltre a Maldonado sono eliminati in questa fase Esteban Gutiérrez e i piloti di Marussia che Caterham.
In Q2 Vettel è il più veloce; Kimi Räikkönen è costretto a usare un secondo set di gomme medie per riuscire ad entrare nella fase decisiva, mentre ad Alonso basta un solo tentativo. Negli ultimi istanti della sessione Jenson Button ha ottenuto il decimo tempo, facendo così scivolare Romain Grosjean fuori dalla Q3. Esclusi anche Sergio Pérez, Nico Hülkenberg, Valtteri Bottas e le due Toro Rosso.
Nell'ultima fase Nico Rosberg ottiene al primo tentativo un tempo che non sarà più battuto. Per il tedesco è la seconda pole nel mondiale. Nell'ultima parte della sessione Vettel si avvicina a due decimi, mentre terzo è Fernando Alonso che non ha completato il secondo tentativo. Felipe Massa, sesto, scala due posizioni per le penalizzazioni di Webber e Hamilton. Jenson Button non ha fatto segnare tempi.

### Risultati
Nella sessione di qualifica si è avuta questa situazione:
| Pos                         | Nº | Pilota              | Costruttore             | Q1       | Q2       | Q3          | Griglia |
| --------------------------- | -- | ------------------- | ----------------------- | -------- | -------- | ----------- | ------- |
| 1                           | 9  | Nico Rosberg        | Mercedes                | 1'33"364 | 1'32"867 | 1'32"330    | 1       |
| 2                           | 1  | Sebastian Vettel    | Red Bull Racing-Renault | 1'33"327 | 1'32"746 | 1'32"584    | 2       |
| 3                           | 3  | Fernando Alonso     | Ferrari                 | 1'32"878 | 1'33"316 | 1'32"667    | 3       |
| 4                           | 10 | Lewis Hamilton      | Mercedes                | 1'33"498 | 1'33"346 | 1'32"762    | 9       |
| 5                           | 2  | Mark Webber         | Red Bull Racing-Renault | 1'33"966 | 1'33"098 | 1'33"078    | 7       |
| 6                           | 4  | Felipe Massa        | Ferrari                 | 1'33"780 | 1'33"358 | 1'33"207    | 4       |
| 7                           | 14 | Paul di Resta       | Force India-Mercedes    | 1'33"762 | 1'33"335 | 1'33"235    | 5       |
| 8                           | 15 | Adrian Sutil        | Force India-Mercedes    | 1'34"048 | 1'33"378 | 1'33"246    | 6       |
| 9                           | 7  | Kimi Räikkönen      | Lotus-Renault           | 1'33"827 | 1'33"146 | 1'33"327    | 8       |
| 10                          | 5  | Jenson Button       | McLaren-Mercedes        | 1'34"071 | 1'33"702 | senza tempo | 10      |
| 11                          | 8  | Romain Grosjean     | Lotus-Renault           | 1'33"498 | 1'33"762 | N.D.        | 11      |
| 12                          | 6  | Sergio Pérez        | McLaren-Mercedes        | 1'34"310 | 1'33"914 | N.D.        | 12      |
| 13                          | 19 | Daniel Ricciardo    | STR-Ferrari             | 1'34"120 | 1'33"974 | N.D.        | 13      |
| 14                          | 11 | Nico Hülkenberg     | Sauber-Ferrari          | 1'34"409 | 1'33"976 | N.D.        | 14      |
| 15                          | 17 | Valtteri Bottas     | Williams-Renault        | 1'34"425 | 1'34"105 | N.D.        | 15      |
| 16                          | 18 | Jean-Éric Vergne    | STR-Ferrari             | 1'34"314 | 1'34"284 | N.D.        | 16      |
| 17                          | 16 | Pastor Maldonado    | Williams-Renault        | 1'34"425 | N.D.     | N.D.        | 17      |
| 18                          | 12 | Esteban Gutiérrez   | Sauber-Ferrari          | 1'34"730 | N.D.     | N.D.        | 22      |
| 19                          | 20 | Charles Pic         | Caterham-Renault        | 1'35"283 | N.D.     | N.D.        | 18      |
| 20                          | 22 | Jules Bianchi       | Marussia-Cosworth       | 1'36"178 | N.D.     | N.D.        | 19      |
| 21                          | 21 | Giedo van der Garde | Caterham-Renault        | 1'36"304 | N.D.     | N.D.        | 20      |
| 22                          | 23 | Max Chilton         | Marussia-Cosworth       | 1'36"476 | N.D.     | N.D.        | 21      |
| Tempo limite 107%: 1'39"379 |    |                     |                         |          |          |             |         |

Con i tempi in grassetto sono visualizzate le migliori prestazioni in Q1, Q2 e Q3.

## Gara

### Resoconto
Al via Nico Rosberg mantiene il comando della gara, seguito da Fernando Alonso, Sebastian Vettel, Paul di Resta e Felipe Massa. Vettel è capace di passare Alonso già nel corso del primo giro, e al terzo Rosberg, ponendosi così al comando. Alonso ingaggia, a sua volta, un lungo duello con Rosberg, prima di passarlo nel giro 5. Dopo un giro il tedesco è sorpassato anche da di Resta.
Fernando Alonso è costretto ai box al settimo giro per sistemare il DRS, che rimane aperto sulla sua monoposto: rientra in pista diciassettesimo. Lo spagnolo riprova ad utilizzare il dispositivo che si blocca nuovamente, costringendolo a un nuovo stop, un giro più tardi.
Tra il decimo e l'undicesimo giro vanno al cambio gomme i migliori. Si trova così al comando Paul di Resta, seguito da Kimi Räikkönen, Nico Hülkenberg. Vettel torna leader definitivamente al quindicesimo giro dopo un sorpasso su Räikkönen e il primo pit stop per di Resta. La classifica vede, dopo il tedesco della Red Bull e il finlandese, Mark Webber, Nico Rosberg, Jenson Button, Felipe Massa, Romain Grosjean, Sergio Pérez e Paul di Resta. Räikkönen effettua il cambio gomme al giro 16, mentre, un giro dopo, Massa è costretto nuovamente al cambio gomme per il dechappamento della posteriore destra.
Al diciannovesimo giro sia Button che Grosjean passano Rosberg, che un giro dopo cambia le gomme per la seconda volta; Button e Grosjean ingaggiano un bel duello, concluso con il pit stop di Button al giro 21. Quattro giri dopo è il turno di Vettel, che tiene il comando della gara, seguito da Grosjean, di Resta, Räikkönen, Webber, Pérez e Button. Un giro dopo di Resta si pone secondo, passando Grosjean, che va poi al cambio gomme al giro 27. Nei giri 23 e 24 dopo un’accesa battaglia, i due piloti della McLaren hanno avuto ragione di Nico Rosberg. Tra il ventinovesimo e il trentaduesimo giro Jenson Button e Sergio Pérez, lottano quindi per la quinta piazza, con l'inglese che passa il messicano e poi resiste ai suoi contrattacchi. L’inglese usura tuttavia le gomme e deve anticipare il terzo stop, come Rosberg.
Al giro 34 Räikkönen è secondo dopo aver sorpassato di Resta, e va ai box per la seconda volta, un paio di giri prima dello scozzese; dalle retrovie si rivede Alonso che ora è in zona punti. Tre giri dopo Webber va al terzo pit stop, poi al giro 42, è il turno anche di Vettel e Grosjean. La classifica vede sempre in testa il tedesco della Red Bull, seguito da Kimi Räikkönen, Paul di Resta, Mark Webber e Romain Grosjean: un giro dopo il francese prende una posizione a Webber.
Al giro 44 Hamilton passa Button per il sesto posto; il pilota della McLaren cede poi anche a Pérez e Alonso. Lo spagnolo riesce, pur senza DRS, ad avere la meglio anche su Pérez, sul rettilineo principale all’inizio del giro 47. I giri finali sono animati dalla battaglia tra Hamilton e Webber: l’inglese passa una prima volta al giro 51 venendo ripassato dall’australiano un paio di giri dopo, per poi guadagnare definitivamente la posizione, dopo ripetuti attacchi, all’inizio dell’ultimo giro. Il pilota della RedBull cede anche a Sergio Pérez che aveva ripassato Fernando Alonso al giro 54. Nel mentre, nel corso del cinquantaduesimo giro, Grosjean si era preso il podio a spese di Paul di Resta.
Sebastian Vettel, Kimi Räikkönen e Romain Grosjean ripropongono lo stesso identico podio dell'edizione 2012: tale evento si era verificato solo per le edizioni 1964 e 1965 del Gran Premio di Gran Bretagna (con Jim Clark primo, Graham Hill secondo e John Surtees terzo) e per le edizioni 1998 e 1999 del Gran Premio di Spagna (con Mika Häkkinen primo, David Coulthard secondo e Michael Schumacher terzo).

### Risultati
I risultati del Gran Premio sono i seguenti:
| Pos | Nº | Pilota              | Costruttore             | Giri | Tempo/Ritiro    | Griglia | Punti |
| --- | -- | ------------------- | ----------------------- | ---- | --------------- | ------- | ----- |
| 1   | 1  | Sebastian Vettel    | Red Bull Racing-Renault | 57   | 1h36'00"498     | 2       | 25    |
| 2   | 7  | Kimi Räikkönen      | Lotus-Renault           | 57   | +9"111          | 8       | 18    |
| 3   | 8  | Romain Grosjean     | Lotus-Renault           | 57   | +19"507         | 11      | 15    |
| 4   | 14 | Paul di Resta       | Force India-Mercedes    | 57   | +21"727         | 5       | 12    |
| 5   | 10 | Lewis Hamilton      | Mercedes                | 57   | +35"230         | 9       | 10    |
| 6   | 6  | Sergio Pérez        | McLaren-Mercedes        | 57   | +35"998         | 12      | 8     |
| 7   | 2  | Mark Webber         | Red Bull Racing-Renault | 57   | +37"244         | 7       | 6     |
| 8   | 3  | Fernando Alonso     | Ferrari                 | 57   | +37"574         | 3       | 4     |
| 9   | 9  | Nico Rosberg        | Mercedes                | 57   | +41"126         | 1       | 2     |
| 10  | 5  | Jenson Button       | McLaren-Mercedes        | 57   | +46"631         | 10      | 1     |
| 11  | 16 | Pastor Maldonado    | Williams-Renault        | 57   | +1'06"450       | 17      |       |
| 12  | 11 | Nico Hülkenberg     | Sauber-Ferrari          | 57   | +1'12"933       | 14      |       |
| 13  | 15 | Adrian Sutil        | Force India-Mercedes    | 57   | +1'16"719       | 6       |       |
| 14  | 17 | Valtteri Bottas     | Williams-Renault        | 57   | +1'21"511       | 15      |       |
| 15  | 4  | Felipe Massa        | Ferrari                 | 57   | +1'26"364       | 4       |       |
| 16  | 19 | Daniel Ricciardo    | STR-Ferrari             | 56   | +1 giro         | 13      |       |
| 17  | 20 | Charles Pic         | Caterham-Renault        | 56   | +1 giro         | 18      |       |
| 18  | 12 | Esteban Gutiérrez   | Sauber-Ferrari          | 56   | +1 giro         | 22      |       |
| 19  | 22 | Jules Bianchi       | Marussia-Cosworth       | 56   | +1 giro         | 19      |       |
| 20  | 23 | Max Chilton         | Marussia-Cosworth       | 56   | +1 giro         | 21      |       |
| 21  | 21 | Giedo van der Garde | Caterham-Renault        | 55   | +2 giri         | 20      |       |
| Rit | 18 | Jean-Éric Vergne    | STR-Ferrari             | 16   | Danni incidente | 16      |       |

## Classifiche mondiali

### Piloti
| Pos | Pilota           | Punti |
| --- | ---------------- | ----- |
| 1   | Sebastian Vettel | 77    |
| 2   | Kimi Räikkönen   | 67    |
| 3   | Lewis Hamilton   | 50    |
| 4   | Fernando Alonso  | 47    |
| 5   | Mark Webber      | 32    |
| 6   | Felipe Massa     | 30    |
| 7   | Romain Grosjean  | 26    |
| 8   | Paul di Resta    | 20    |
| 9   | Nico Rosberg     | 14    |
| 10  | Jenson Button    | 13    |
| 11  | Sergio Pérez     | 10    |
| 12  | Adrian Sutil     | 6     |
| 13  | Daniel Ricciardo | 6     |
| 14  | Nico Hülkenberg  | 5     |
| 15  | Jean-Éric Vergne | 1     |

### Costruttori
| Pos | Team                    | Punti |
| --- | ----------------------- | ----- |
| 1   | Red Bull Racing-Renault | 109   |
| 2   | Lotus-Renault           | 93    |
| 3   | Ferrari                 | 77    |
| 4   | Mercedes                | 64    |
| 5   | Force India-Mercedes    | 26    |
| 6   | McLaren-Mercedes        | 23    |
| 7   | STR-Ferrari             | 7     |
| 8   | Sauber-Ferrari          | 5     |

## Decisioni della FIA
Al termine della gara, la FIA decide di non penalizzare il contatto avvenuto avvenuto al trentanovesimo giro tra Mark Webber e Nico Rosberg.